# Эмбриональное развитие таламуса
Эмбриональное развитие таламуса протекает в три основных этапа: формирование первичных доменов таламуса, образование среднедиэнцефалического организатора, и последующее созревание таламуса с формированием его ядерной и зональной организации.
Эмбриональный таламический комплекс состоит из периталамуса (или, иначе, преталамуса, ранее также называвшегося «вентральным таламусом»), среднедиэнцефалического организатора (который позже, в процессе эмбрионального развития таламуса, образует так называемый ограниченный внутриталамический пояс, и собственно таламуса (дорсального таламуса).
Таламус является самой крупной мозговой структурой, происходящей из эмбрионального диэнцефалона (зародышевого промежуточного мозга), расположенной между нижележащими структурами среднего мозга (мезэнцефалона) и вышележащими структурами большого мозга (церебрума), в частности, корой больших полушарий мозга.

### Раннее развитие мозга
У эмбриона человека уже на стадии Карнеги 9, то есть ещё до завершения нейруляции и формирования первичной нервной трубки, ещё на стадии загибания внутрь концов первичной нервной пластинки, в ней становятся различимы отдельные нейромеры, в том числе самый ростральный (самый передне расположенный) прозомер P, зачаток будущего переднего мозга (прозэнцефалона). Позднее этот зачаток становится передним первичным мозговым пузырём (прозэнцефалоном). Затем этот первичный мозговой пузырь делится на два вторичных мозговых пузыря — телэнцефалон (конечный мозг) и диэнцефалон (промежуточный мозг). Ещё чуть позже в развивающемся промежуточном мозге (диэнцефалоне) эмбриона образуются два вторичных прозомера — D1 и D2. Из прозомера D2, собственно, и развиваются в дальнейшем таламус, а также эпиталамус и субталамус (преталамус), в то время как из прозомера D1 развивается в дальнейшем гипоталамус.
Данные, полученные в результате изучения процессов эмбрионального развития мозга у различных модельных позвоночных организмов, позволяют выдвинуть гипотезу о том, что для правильного развития эмбрионального таламического комплекса решающее значение имеет взаимодействие между двумя факторами транскрипции, Fez и Otx. Фактор транскрипции Fez селективно экспрессируется в процессе эмбрионального развития мозга клетками именно в области преталамуса, и функциональные эксперименты с выключением соответствующего гена показывают, что экспрессия белка Fez необходима для правильного развития преталамуса. Позади развивающегося под влиянием белка Fez преталамуса, области экспрессии белков Otx1 и Otx2 примыкают и упираются в область экспрессии белка Fez (то есть в будущий преталамус). Эти два белка, Otx1 и Otx2, необходимы для правильного развития таламуса.

### Формирование первичных доменов таламуса
В процессе раннего эмбрионального развития таламуса формируются два его первичных домена, каудальный домен (так называемый домен TH-C) и ростральный домен (так называемый домен TH-R). Каудальный домен эмбрионального таламуса служит источником клеток-предшественников для развития всех глутаматергических нейронов таламуса взрослых особей позвоночных животных, в то время как ростральный домен эмбрионального таламуса служит источником клеток-предшественников для развития всех ГАМКергических нейронов таламуса взрослых особей позвоночных животных.

### Формирование среднедиэнцефалического организатора
В области стыка между доменами экспрессии белков факторов транскрипции Fez и Otx (то есть на границе между будущим преталамусом, и будущим таламусом), в эмбриональном таламическом комплексе формируется так называемая среднедиэнцефалическая организующая структура, или среднедиэнцефалический организатор. Среднедиэнцефалический организатор является своего рода «дирижёром оркестра», главным организатором всего последующего процесса эмбрионального развития таламуса и преталамуса, рассылающим необходимые для правильной дифференцировки клеток ядер таламуса и преталамуса межклеточные сигналы. Отсутствие среднедиэнцефалического организатора приводит к отсутствию таламуса и нередко также преталамуса в развивающемся мозге эмбриона. Сам среднедиэнцефалический организатор созревает в процессе эмбрионального развития таламического комплекса в направлении от более вентральных его частей, созревающих раньше, к более дорсальным, которые созревают позже. Белки, принадлежащие к семействам SHH и Wnt, являются главными регуляторными и дифференцировочными сигналами, испускаемыми средне-диэнцефалическим организатором.
Кроме своей функции как «дирижёра оркестра», управляющего всем процессом дальнейшего эмбрионального развития таламуса и преталамуса, среднедиэнцефалический организатор впоследствии созревает в особую гистологическую структуру внутри таламуса, так называемую ограниченную внутриталамическую зону.

### Созревание и зональная организация таламуса
Сразу после своего первоначального образования, среднедиэнцефалический организатор начинает выполнять свою роль главного дирижёра всего дальнейшего процесса эмбрионального развития таламуса и преталамуса из зачаточного таламического комплекса. Эту роль он выполняет, выделяя такие сигнальные молекулы, как SHH. У мышей и других млекопитающих, функциональную роль сигнальных молекул белка SHH, выделяемых среднедиэнцефалическим организатором, в дирижировании процессом дальнейшего эмбрионального развития таламуса и преталамуса из зачаточного таламического комплекса, непосредственно выяснить не удалось, поскольку генетическая мутация, приводящая к отсутствию функционального белка SHH, приводит к полному отсутствию у развивающегося зародыша даже не только зачатков таламического комплекса, но и всего диэнцефалона.
Тем не менее, исследования на развивающихся эмбрионах курицы показали, что экспрессия среднедиэнцефалическим организатором сигнального белка SHH является одновременно и необходимым, и достаточным условием для последующей индукции экспрессии генов, управляющих дифференцировкой клеток таламуса и преталамуса, и, соответственно, для их правильного развития. Исследования на другом модельном организме, рыбках данио-рерио, показали, что экспрессия двух генов семейства SHH, так называемых SHH-a и SHH-b (ранее также известного как twhh), определяет границы зоны среднедиэнцефалического организатора, и что сигнальные молекулы SHH необходимы и достаточны для начальной индукции молекулярной дифференцировки клеток будущего таламуса и преталамуса, но не являются обязательными для их дальнейшего поддержания и созревания. Кроме того, исследования на рыбках данио-рерио показали, что сигнальные молекулы SHH, исходящие из среднедиэнцефалического организатора, необходимы и достаточны для индукции дальнейшей дифференцировки и созревания как таламуса, так и преталамуса, в то время как сигналы SHH, исходящие из более вентральных по отношению к развивающимся таламусу и преталамусу областей мозга, большого значения для развития этих структур не имеют, и отсутствие вентрально исходящих сигналов SHH не приводит к нарушению развития таламуса и/или преталамуса, в отличие от сигналов SHH, исходящих от среднедиэнцефалического организатора.
Воздействие градиента экспрессии белка SHH, продуцируемого среднедиэнцефалическим организатором, приводит к дифференцировке нейронов будущего таламуса и преталамуса. Градиент экспрессии белка SHH, продуцируемого среднедиэнцефалическим организатором, вызывает формирование волны градиента экспрессии белка пронейрального гена нейрогенина-1, распространяющейся в направлении от задней части к передней, в основном (каудальном) домене таламического зачатка, и одновременно — формирование волны градиента экспрессии белка Ascl1 (ранее известного как Mash1) в оставшейся узкой полоске рострально расположенных клеток таламического зачатка, непосредственно прилегающей к среднедиэнцефалическому организатору (то есть в ростральном домене таламического зачатка), и в преталамусе.
Формирование этих специфических зональных градиентов экспрессии тех или иных пронейральных белков приводит к дальнейшей дифференцировке глутаматергических «релейно-ретрансляторных» нейронов из расположенных в каудальном домене таламического зачатка нейрогенин-1-положительных клеток-предшественников, и к дифференцировке ГАМКергических ингибирующих нейронов из расположенных в ростральном домене таламического зачатка, непосредственно прилегающем к средне-диэнцефалическому организатору, и в преталамусе Ascl1-положительных клеток-предшественников. У рыб выбор одного из этих двух альтернативных путей дифференцировки для каждой конкретной клетки-предшественника в той или иной зоне зачаточного таламического комплекса управляется динамической экспрессией белка Her6, являющегося гомологом белка HES1 человека. Экспрессия этого фактора транскрипции, относящегося к семейству «волосообразных» белков bHLH, приводит к подавлению экспрессии гена нейрогенина-1, однако необходима для поддержания и усиления экспрессии белка Ascl1. В процессе дальнейшего эмбрионального развития таламического зачатка экспрессия белка Her6 и, соответственно, связанное с ним подавление экспрессии белка нейрогенина-1 и усиление экспрессии белка Ascl1 постепенно исчезает в каудальном домене таламического зачатка, в то время как в преталамусе и в узкой полоске рострально расположенных таламических клеток, примыкающей к среднедиэнцефалическому организатору, экспрессия белка Her6 и, соответственно, подавление экспрессии белка нейрогенина-1 и усиление экспрессии Ascl1 усиливается и нарастает. Это делает каудально-ростральный градиент экспрессии нейрогенина-1/Ascl1 более выраженным, границы доменов более чёткими, и способствует завершению созревания и дифференцировки клеток таламуса и преталамуса. Исследования на развивающихся эмбрионах курицы и мыши показали, что блокада сигнального пути белка SHH в этот период эмбрионального развития приводит к полному отсутствию рострального домена таламического зачатка и к значительному уменьшению размеров каудального домена таламического зачатка. Ростральный домен таламического зачатка даёт начало ГАМКергическим ингибирующим нейронам таламуса, расположенным в основном в ретикулярном ядре таламуса взрослых животных, в то время как каудальный домен таламического зачатка даёт начало глутаматергическим «релейно-ретрансляторным» нейронам, составляющим основную часть клеток таламуса, и подвергающимся дальнейшей дифференцировке с образованием отдельных таламических ядер и групп ядер.
Было показано, что у человека часто встречающаяся генетическая вариация в области промотора гена белка транспортера серотонина (SERT), а именно, обладание длинной (SERT-long) или короткой (SERT-short) аллелями этого гена (гена 5-HTTLPR), влияет как на эмбриональное, так и на последующее (постэмбриональное) развитие и созревание определённых областей таламуса и на их конечный размер у взрослых. Люди, у которых имеется две «коротких» аллели гена 5-HTTLPR (SERT-ss), имеют больше нейронов в ядрах подушки таламуса и более крупный размер этих ядер, а также, возможно, больше нейронов и более крупный размер лимбических ядер таламуса (ядер, поддерживающих связь с эмоциональными центрами лимбической системы), по сравнению с гетерозиготами по этому гену или обладателями двух «длинных» аллелей гена 5-HTTLPR. Увеличение размеров этих структур таламуса у таких людей предполагается в качестве части анатомического объяснения того, почему люди, у которых имеется две «коротких» аллели гена 5-HTTLPR, в большей мере, чем люди, гетерозиготные по этому гену или обладающие двумя «длинными» аллелями гена 5-HTTLPR, предрасположены к таким психическим расстройствам, как большое депрессивное расстройство, посттравматическое стрессовое расстройство (ПТСР), а также к суицидальным тенденциям и попыткам.